# Казете дел Рено (Ферара)
Казете дел Рено (итал. Casette del Reno) је насеље у Италији у округу Ферара, региону Емилија-Ромања.
Према процени из 2011. у насељу је живело 11 становника. Насеље се налази на надморској висини од 12 м.